# Araneus gurdus
Araneus gurdus este o specie de păianjeni din genul Araneus, familia Araneidae. A fost descrisă pentru prima dată de O. P.-cambridge, 1885.
Este endemică în Tibet. Conform Catalogue of Life specia Araneus gurdus nu are subspecii cunoscute.